# Ryuji Bando
Ryuji Bando, född 2 augusti 1979 i Hyōgo prefektur, Japan, är en japansk fotbollsspelare.